# 大島郵便局 (和歌山県)
大島郵便局（おおしまゆうびんきょく）は、和歌山県東牟婁郡串本町（紀伊大島）にある郵便局。民営化前の分類では無集配特定郵便局であった。

## 概要
住所：〒649-3633 和歌山県東牟婁郡串本町大島29-1

## 沿革
- 1899年（明治32年）11月1日 - 大島郵便局（三等）として開設[1]。
- 1900年（明治33年）7月21日 - 大島郵便電信局となる。
- 1903年（明治36年）4月1日 - 通信官署官制の施行に伴い大島郵便局となる。
- 1951年（昭和26年）10月1日 - 樫野崎電報局の廃止に伴い、取扱事務を承継[2]。
- 1969年（昭和44年）2月9日 - 電話交換業務を串本電報電話局に移管[3]。
- 1985年（昭和60年）11月1日 - 国際電報受付業務を串本電報電話局に移管。
- 2002年（平成14年）10月7日 - 串本郵便局に集配業務を移管。無集配局となる。郵便番号を649-3699から649-3633に変更。
- 2007年（平成19年）10月1日 - 民営化。
- 2012年（平成24年）10月1日 - 日本郵便株式会社発足。

## 取扱内容
- 郵便、印紙、ゆうパック、内容証明
- 貯金、為替、振替、振込、国債
- 生命保険、バイク自賠責保険
- ゆうちょ銀行ATM

## 風景印
- 図案は海金剛。局名表示は「和歌山大島」
- 使用開始日は1987年（昭和62年）7月1日

## 周辺
- 串本町大島出張所
- 大島港 - かつて串本に渡る巡航船が出ていた。
- 権現島
- くしもと大橋 - 大島港から橋に直接つながる道路は無いが、歩行者の通れる山道が橋へと短絡している。

## アクセス
- 熊野交通バス 大島港停留所下車
- 駐車場あり：2台